# Župa sv. Nikole biskupa u Metkoviću
Župa sv. Nikole u Metkoviću je jedna od dviju rimokatoličkih župa na području grada Metkovića.

## Povijest
Osnovana je Dekretom splitsko-makarskog nadbiskupa Frane Franića 15. rujna 1969., a s radom je počela 28. rujna 1969. 
| „                                                                | Grad Metković se u posljednje vrijeme toliko povećao brojem stanovništva, koje se je doselilo iz okolnih sela, da se je skoro udvostručio. Novo naselje je osobito nastalo na desnoj obali Neretve. Uz Neretvu prolazi i nova, širokotračna pruga, koja s rijekom stvara nemalu poteškoću za pravilno i redovito pastoriziranje toga kraja, posebno što se tiče djece i staraca. Stoga se u zadnje vrijeme osjeća potreba da se na tom području otvori novo središte za vjersko-moralno posluživanje tog područja. Ta se potreba to jače osjeća zato, što se predviđa da će se doseljavanje naroda u to područje, zbog opće pojave urbanizacije i industrijalizacije, u budućnosti nastavi. Po svojoj savjesti smatram da će biti najbolje za spas duša tog područja, da se tu osnuje redovita župa, koja će biti na slobodnom raspolaganju Ordinarija mjesta. | ” |
| — Odluka nadbiskupa Frane Franića o osnivanju ', 15. rujna 1969. | |   |

U odluci se još navodi i područje župe koje obuhvaća cijelo naseljeno područje desne obale Neretve od granice s Bosnom i Hercegovinom na istoku i sjeveroistoku, župe Vid na sjeveru, do utoka Norina u Neretvu kod Kule Norinske. Naslovnik župe je sv. Nikola biskup, a posebna zaštitnica župe je Blažena Djevica Marija od Ružarija. Osim pastoralnog rada u matičnoj župi, svećenici obavljaju pastoralni rad i u župama u Novim Selima i Borovcima. U župi djeluje i Red časnih sestara služavki Maloga Isusa.

## Izgradnja sakralnih objekata
Budući da tadašnje vlasti nisu dale suglasnost za izgradnju crkve, napravljena je građevina čija je namjena prikazana kao stambena, a naknadno je u njenu prizemlju uređen sakralni prostor koji je služio kao crkva. Privremenu kapelu 28. rujna 1969. blagoslovio je pomoćni biskup splitsko-makarski Ivo Gugić. Dozvola za gradnju sadašnje crkve i pastoralnog centra ishođena je tek 1991., a radovi su započeli 18. travnja 1993. blagoslovom kamena temeljca koji je učinio nadbiskup Ante Jurić. Novu crkvu i pastoralni centar Otac Ante Gabrić blagoslovio je nadbiskup Marin Barišić 5. prosinca 2012.
Centar je dvoetažna građevina s pastoralnim sadržajima u prizemlju površine 1800 m2, crkvom iznad površine 860 m2 te zvonikom visokim 42 m. Na ulaznom su pročelju tri arkade iznad kojih se nalazi kružni otvor s vitrajem, a pod arkadama su troja ulazna vrata. Na jugu i sjeveru građevine postoje još i dva tornja, a cijeli je centar obojen u kombinaciju bijele i žute boje, po uzoru na vatikansku zastavu.

## Župnici župe
- don Ćiro Burić
- don Filip (Pile) Pavić
- don Ljubo Pavić
- don Senko Antunović
- don Davor Bilandžić

## Vanjske poveznice
- Službene mrežne stranice  Arhivirana inačica izvorne stranice od 22. ožujka 2020. (Wayback Machine)